# Морган, Колин
Ко́лин Мо́рган (англ. Colin Morgan; 1 января 1986 года, Арма, Северная Ирландия) — британский актёр, наиболее известный по роли Мерлина в одноимённом телесериале канала BBC (2008).

## Биография
Колин Морган родился 1 января 1986 года в городе Арма (Северная Ирландия) в семье Бернарда и Бернадет Морганов. Родители растили Колина и его старшего брата Нила в римско-католической вере.
Колин получил начальное и среднее образование в Saints and Scholars Primary School и Интегрированном колледже Данганнона (ICD) в Данганноне (Данганнон и Южный Тирон).
На третьем году обучения Колин выиграл кубок Дениса Руни (Denis Rooney Associates Cup Award) как лучший студент года. После окончания Интегрированного колледжа он поступил в колледж в Белфасте (Belfast Metropolitan College/ Belfast Institute of Further & Higher Education), который закончил в 2004 году с BTEC Национальным дипломом (по исполнительскому искусству).
После колледжа Колин продолжил обучение в Королевской академии музыки и драмы (Royal Scottish Academy of Music and Drama) в Глазго, в которой учился ещё 3 года.
В ноябре 2010 года в Belfast Metropolitan College Колину дали Award of Distinction (почётная премия) за вклад в искусство.
В 2007 году Морган исполнил роль Эстебана на сцене старого лондонского театра Олд Вик в адаптированной версии творения Педро Альмодовара «Всё о моей матери» и получил главную роль в инсценировке книги Ди Би Си Пьера «Вернон Господи Литтл».
С 2008 по 2012 год исполнял главную роль в телесериале «Мерлин», за которую получил награду National Television Awards.
После «Мерлина» Колин Морган снялся в ряде фильмов и телесериалов, а в 2015 году получил главную роль в сериале «Живые и мёртвые».

## Карьера
27 октября 2002 года в возрасте 16 лет Морган Колин прослушивался для музыкальной программы «You’re A Star». Победитель должен был подписать контракт со звукозаписывающей компанией, а также представлять Ирландию в 2003 году на «Евровидении». Колин не прошёл прослушивание.
Морган сыграл множество ролей в телевизионных программах, таких как «Шоу Кэтрин Тэйт» в 2007 году, сериал «Доктор Кто» (эпизод «Полночь») в 2008 году, перед тем как получить роль Мерлина в одноимённом сериале.
В марте 2009 года Колин принял участие в радиопостановке Кима Ньюмана «Крики Младенцев» на BBC Radio 4.
В художественном фильме «Остров», снятом по одноимённому роману Джейн Роджер и вышедшему на экраны в 2011 году, Морган Колин исполнил главную роль.

## Работы

### Фильмография
| Год       | Название на русском       | Название на английском        | Роль             | Кино / телесериал | Примечания                    |
| --------- | ------------------------- | ----------------------------- | ---------------- | ----------------- | ----------------------------- |
| 2007      | Шоу Кэтрин Тейт           | The Catherine Tate Show       | Джон Лири        | TV шоу            | Эпизод: Рождественский эпизод |
| 2007      | Студия                    | The Studio                    | Крис Престон     | Короткометражка   | Эпизодическая роль            |
| 2008      | Доктор Кто                | Doctor Who                    | Джетро Кейн      | Сериал            | Эпизод: «Полночь»             |
| 2008—2012 | Мерлин                    | Merlin                        | Мерлин           | Сериал            | Главная роль                  |
| 2010      | Припаркованные            | Parked                        | Кэтал О’Риган    | Фильм             | Главная роль                  |
| 2011      | Остров                    | Island                        | Калум МакЛеод    | Фильм             | Главная роль                  |
| 2013      | Причуда                   | Quirke                        | Джимми Минор     | Мини-сериал       | Эпизод: «Элегия для Эйприл»   |
| 2014      | Крах                      | The Fall                      | Том Андерсон     | Мини-сериал       | Начиная со 2 сезона 4 серии   |
| 2015      | Воспоминания о будущем    | Testament of Youth            | Виктор Ричардсон | Фильм             |                               |
| 2015      | Легенда                   | Legend                        | Фрэнк Шиа        | Фильм             |                               |
| 2015—2019 | Люди (телесериал)         | Humans                        | Лео Эльстер      | Сериал            | Главная роль                  |
| 2016      | Белоснежка и охотник 2    | The Huntsman: Winter’s War    | герцог Блэквуд   | Фильм             |                               |
| 2016 —    | Живые и Мёртвые           | The Living and the Dead       | Нейтан Эпплби    | Сериал            | Главная роль                  |
| 2016      | Смеющийся король          | The Laughing King             | Джейк            | Корометражка      |                               |
| 2017      | Жду тебя                  | Waiting for You               | Пол Эштон        | Фильм             | Главная роль                  |
| 2018      | Счастливый принц          | The Happy Prince              | Альфред Дуглас   | Фильм             |                               |
| 2018      | Бенджамин                 | Benjamin                      | Бенджамин        | Фильм             | Главная роль                  |
| 2019      | Корона                    | The Crown                     | Джон Армстронг   | Сериал            | Сезон 3, серия 4              |
| 2020      | Мы охотимся вместе        | We Hunt Together              | Лиам Гейтс       | Сериал            |                               |
| 2021      | Белфаст                   | Belfast                       | Билли Клэнтон    | Фильм             |                               |
| 2021      | Три семьи                 | Three Families                | Джонатан Кеннеди | Мини-сериал       |                               |
| 2022      | Корсаж                    | Corsage                       | Бэй Миддлтон     | Сериал            |                               |
| 2022      | Млекопитающие             | Mammals                       | Джефф Уилсон     | Сериал            |                               |
| 2023      | Из породы убийц           | The Killing Kind              | Джон Вебстер     | Мини-сериал       | Главная роль                  |
| 2023      | Мертвецам не больно       | The Dead Don't Hurt           | Льюис Картрайт   | Фильм             |                               |
| 2025      | Долгий день уходит в ночь | Long Day's Journey Into Night | Эдмунд Тайрон    | Фильм             |                               |

### Театр
| Год  | Название                | Роль        | Театр                          |
| ---- | ----------------------- | ----------- | ------------------------------ |
| 2007 | Вернон Господи Литтл    | Вернон      | Янг Вик, Лондон                |
| 2007 | Всё о моей матери       | Эстебан     | Олд Вик, Лондон                |
| 2008 | Молитва для моей дочери | Джимми      | Янг Вик, Лондон                |
| 2011 | Наша частная жизнь      | Карлос      | Ройал-Корт, Лондон             |
| 2012 | Шагать в такт           | Гарри       | Олд Вик, Лондон                |
| 2013 | Буря                    | Ариэль      | Глобус, Лондон                 |
| 2013 | Моджо                   | Скинни      | Театр Гарольда Пинтера, Лондон |
| 2017 | Глория                  | Дин/Дэвин   | Хэмпстед-Театр, Лондон         |
| 2018 | Переводы                | Оуэн        | Национальный театр, Лондон     |
| 2019 | Все мои сыновья         | Крис Келлер | Олд Вик, Лондон                |

### Радио
| Год  | Название        | Роль             |
| ---- | --------------- | ---------------- |
| 2009 | Крики младенцев | Роджер           |
| 2014 | Благие знамения | Ньютон Пульцифер |

## Номинации и награды
| Год  | Премия                     | Номинация                         | Работа | Результат |
| ---- | -------------------------- | --------------------------------- | ------ | --------- |
| 2008 | Variety Club Showbiz Award | Выдающийся дебют                  | Мерлин | Победа    |
| 2009 | Golden Nymph               | Выдающийся актёр                  | Мерлин | Номинация |
| 2010 | Golden Nymph               | Выдающийся актёр                  | Мерлин | Номинация |
| 2011 | TV Quick Award             | Лучший актёр                      | Мерлин | Номинация |
| 2011 | Golden Nymph               | Выдающийся актёр                  | Мерлин | Номинация |
| 2012 | TV Quick Award             | Лучший актёр                      | Мерлин | Номинация |
| 2013 | National Television Awards | Лучшая мужская драматическая роль | Мерлин | Победа    |